# La Sexta
La Sexta (stilizzato in laSexta) è un canale televisivo spagnolo. La programmazione è generalista e punta molto su intrattenimento e informazione.
Alla sua nascita era di proprietà per il 51% di GAMP (Grupo Audiovisual de Medios de Producción), una partnership che include il gruppo Árbol-Globomedia (40%), Mediapro (38%), BBK Bilbao Bizkaia Kutxa (10%), El Terrat (7%) e Bainet (4%); il 40% era di proprietà del canale televisivo messicano Televisa, il restante 9% di altri azionisti. Il presidente è stato Emilio Aragón, storico anchor-man di Telecinco.
Dal 2012 è di proprietà di Atresmedia Corporación, proprietaria anche di Antena 3, uno dei canali più seguiti nel Paese.

## Storia
La Sexta inizia le sue trasmissioni il 25 novembre 2005, in via sperimentale solo per le città di Madrid e Barcellona. Le trasmissioni ufficiali sono iniziate il 27 marzo 2006. Al 1º giugno 2006 ha raggiunto l'85% della popolazione spagnola.
Malgrado la scarsa copertura del suo segnale sull'intero territorio nazionale, La Sexta ha acquistato i diritti per la trasmissione di buona parte della coppa del mondo di calcio del 2006 (annunciata durante l'apertura del canale). Per assicurare una buona copertura dell'evento, ha dovuto condividere i diritti di trasmissione con il canale Cuatro, che ha mandato in onda in simultanea le partite di interesse nazionale.
Il 9 agosto 2006, La Sexta si è assicurata per 3 anni i diritti della partita del sabato della Primera División, ma anche in questo caso ha dovuto condividere la copertura, stavolta con alcune tv delle comunità autonome; nel 2007 è coinvolta in una querelle sui diritti contro Sogecable, poi risoltasi con l'acquisizione dei diritti in chiaro fino al 2012. L'11 settembre dello stesso anno, ha iniziato a trasmettere il proprio telegiornale, che ha la particolarità di essere condotto da sole donne.
Nel 2007, oltre ad aver subito un restyling grafico, ha trasmesso integralmente i Campionati Europei di pallacanestro maschile, dando l'opportunità alla popolazione spagnola di poter vedere partite a loro scelta tramite il sito web, oltre a quelle mandate in onda in chiaro.
Sempre sul fronte sportivo, il canale ha comprato da Mediapro i diritti della Formula 1 (diventata popolare in Spagna dopo i successi di Fernando Alonso) per il periodo 2009-2013, e messo sotto contratto per lo stesso periodo il commentatore Antonio Lobato.
Un altro colpo grosso è stato l'arrivo del noto comico Andreu Buenafuente (proprietario in piccola parte del canale con la sua casa di produzione), che ha portato il suo omonimo programma di successo, ed è stato nominato a settembre 2008 vicepresidente della rete. E sempre sul fronte intrattenimento, la rete ha trasmesso con poca fortuna Caiga quien Caiga (che in Italia prende il nome di Le Iene).
Sul fronte film, La Sexta ha stretto accordi con Warner Bros., Metro-Goldwyn-Mayer, Twentieth Century Fox, e trasmette tali film all'interno dello spazio El taquillazo.
In DTT inoltre ha trasmesso fino a maggio 2014 La Sexta 3, dedicato al cinema, mentre La Sexta 2, che proponeva essenzialmente repliche dei programmi della rete maggiore e il talk Al rojo vivo, è stato chiuso per bassi ascolti, e sostituito dal canale di documentari Xplora, anch'esso chiuso.
A fine 2011 La Sexta tratta per entrare a far parte del gruppo Atresmedia, e i primi effetti sono la cessione a tale rete i diritti della F1 e l'addio di Buenafuente, ma la fusione si concretizza solo l'anno dopo, e nel 2013 il comico catalano vi ritorna con il programma En el aire.

## Programmi e serie tv trasmessi
- Todo el mundo quiere a Raymond (Tutti amano Raymond)
- Prison Break
- Bones
- Me llamo Earl (My Name Is Earl)
- Futurama
- Padre de familia (I Griffin)
- El mentalista
- Buenafuente

## Loghi

Logo utilizzato dal 2005 al 2007
Logo utilizzato dal 2007 al 2016
Logo utilizzato dal 10 aprile 2016 al 7 maggio 2024
Logo in uso dal 7 maggio 2024